# 加伊 (拉季維利夫區)
50°13′40″N 25°28′36″E / 50.22778°N 25.47667°E
加伊（烏克蘭語：Гай），是烏克蘭西北部的村莊，隸屬里夫內州的杜布諾區。該村始建於1768年，面積0.19平方公里，海拔高度264米，2001年人口75，人口密度每平方公里394.7人。